# Punta del Sastre
El Punta del Sastre és una muntanya de 357 metres que es troba al municipi de La Pobla de Massaluca, a la comarca de la Terra Alta.